# Geografia da Lapônia

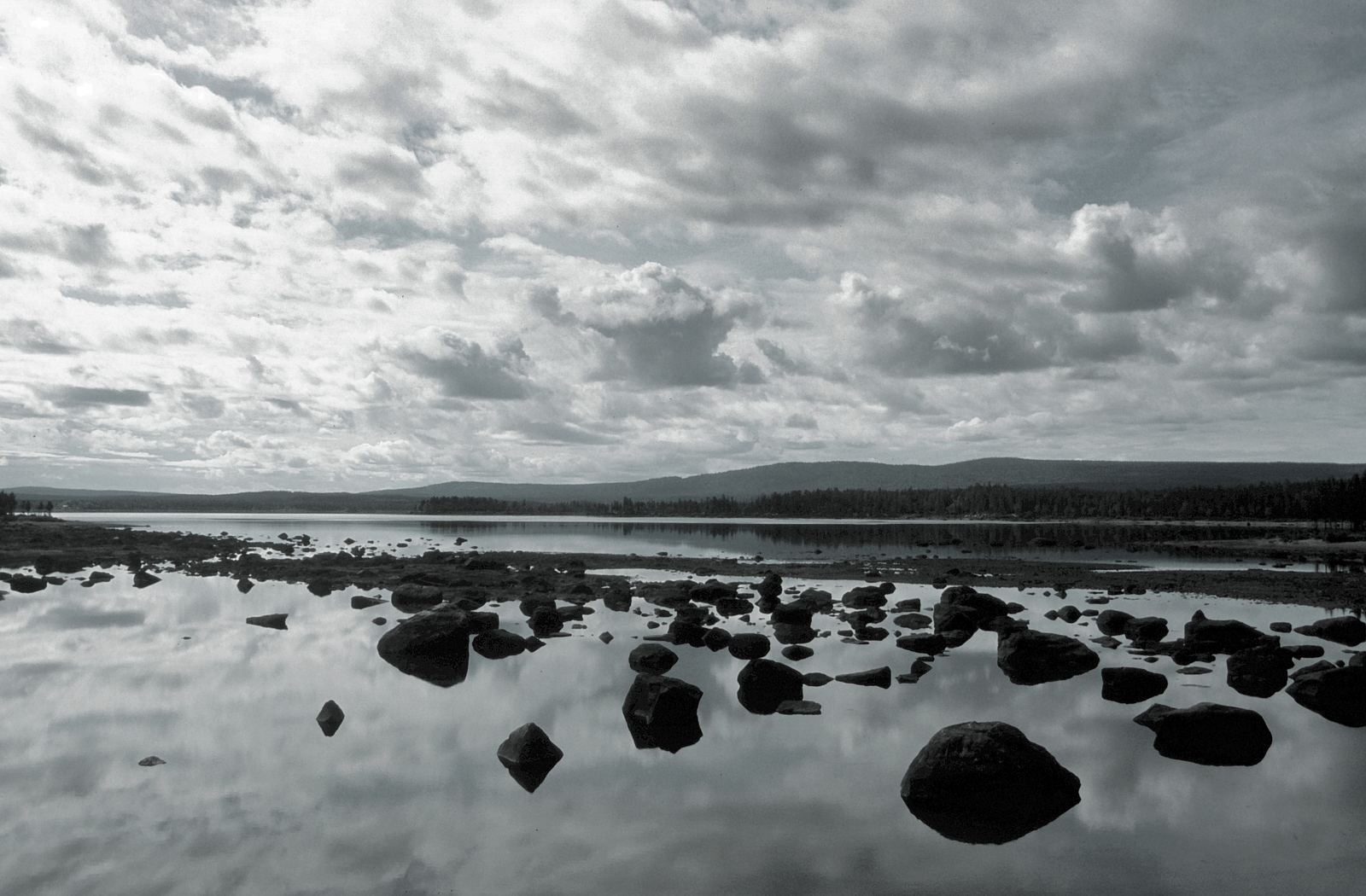

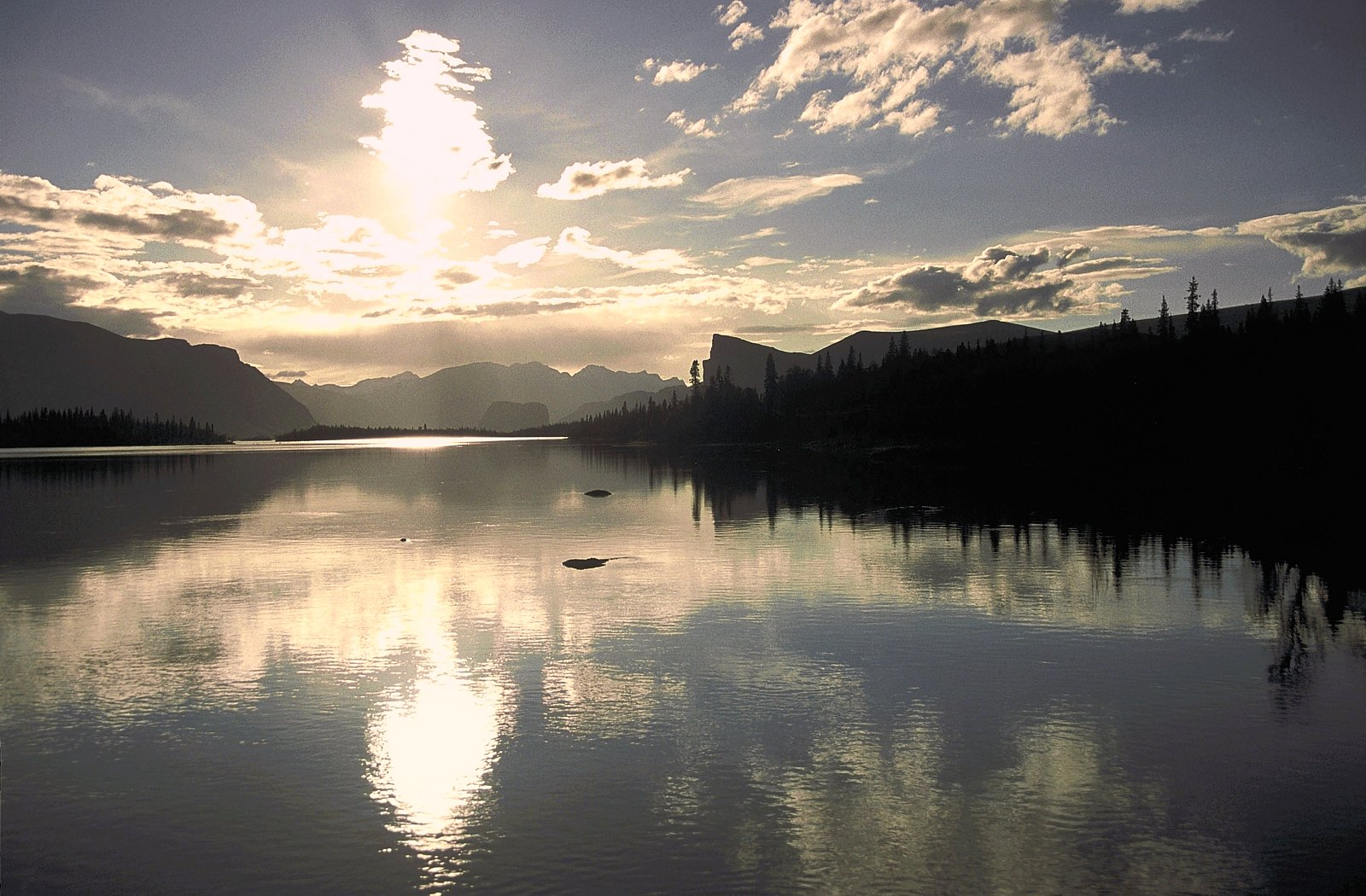

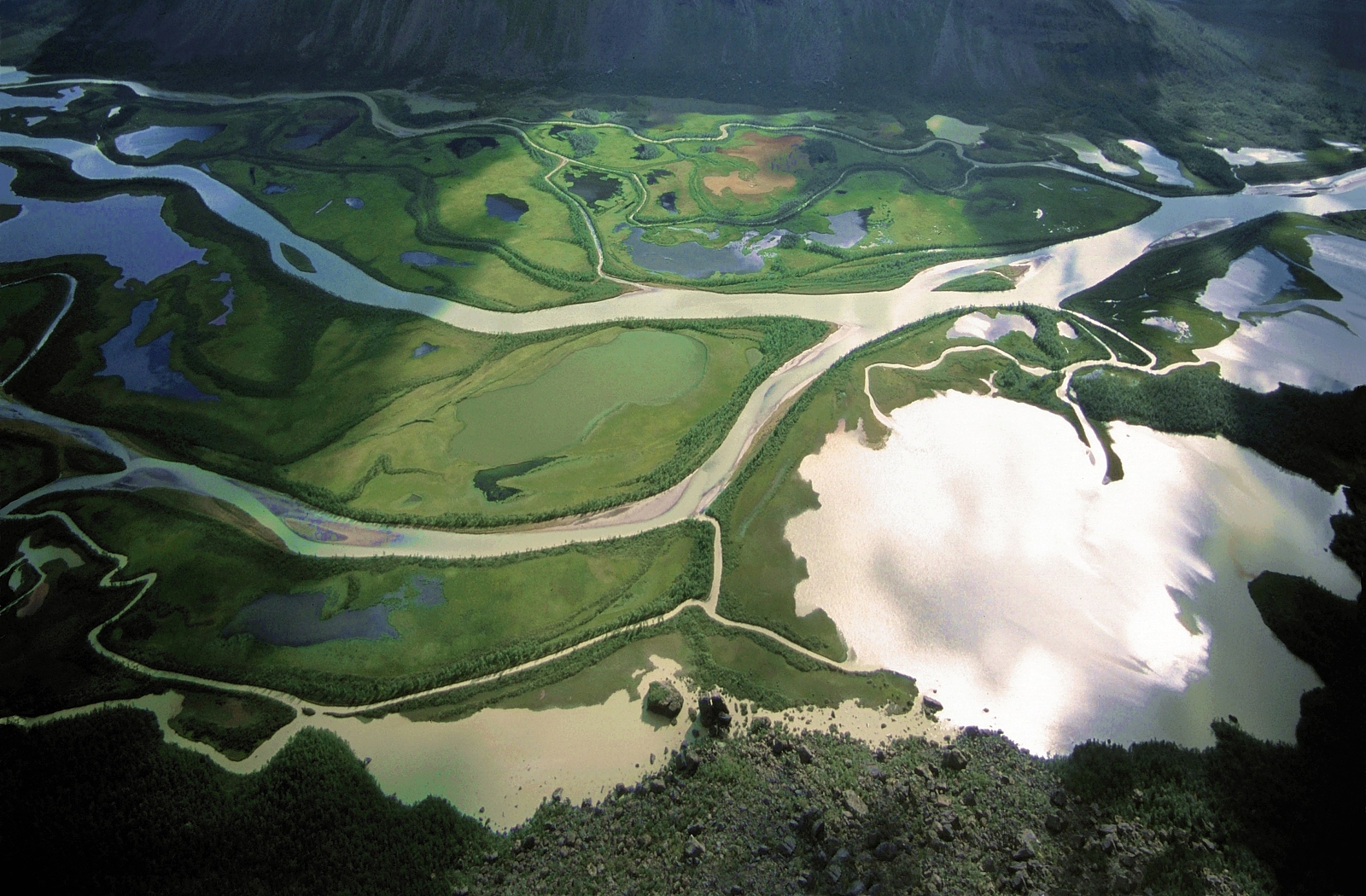

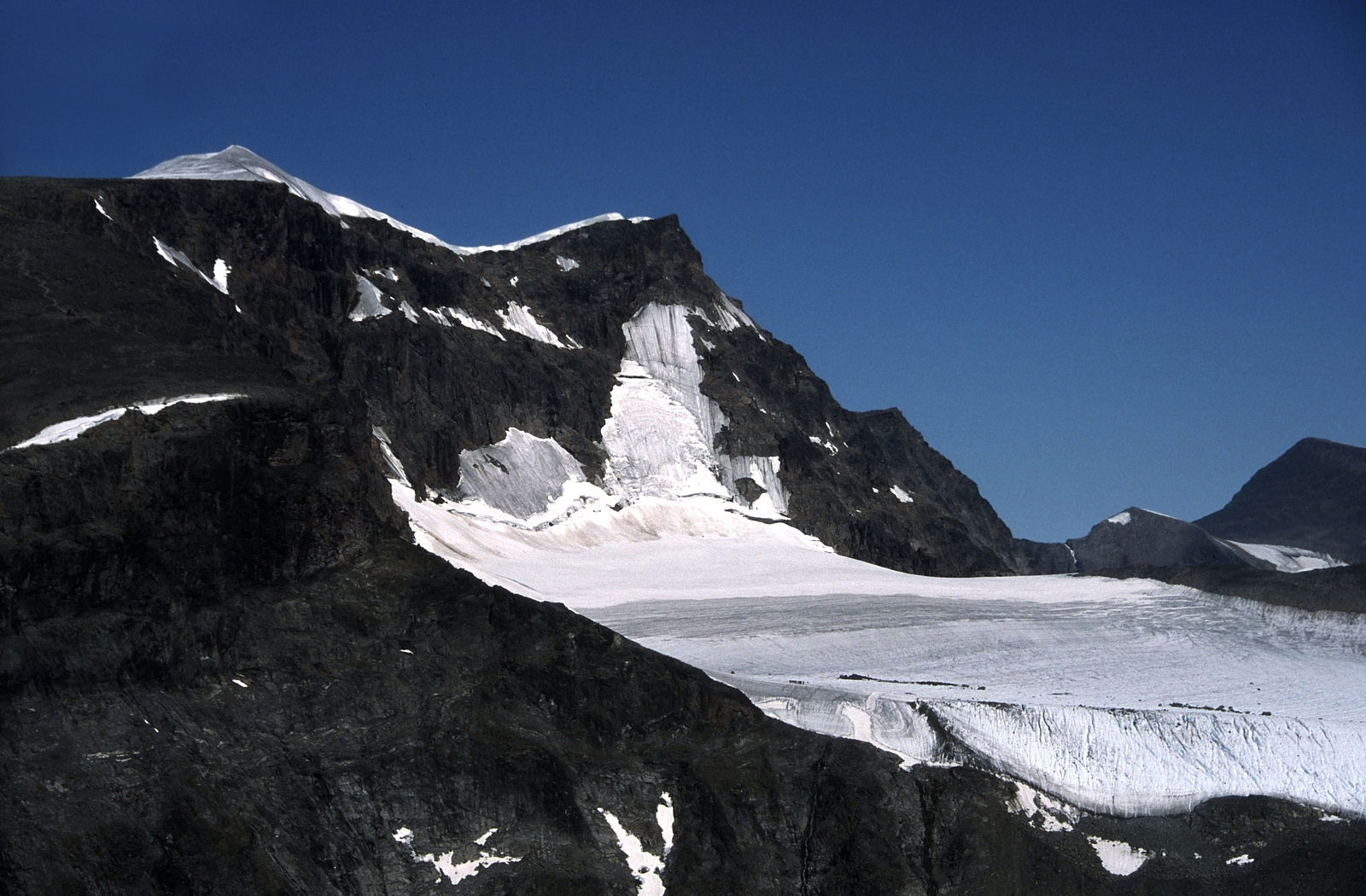

A Lapónia é rica em depósitos minerais de valor, particularmente minério de ferro na zona sueca, cobre na norueguesa, e níquel e apatite na russa. Renas, lobos, ursos, e aves marítimas e terrestres são a fauna mais comum. A pesca é abundante, tanto fluvial como marítima. Todos os portos no Mar da Noruega e os do Mar de Barents a nordeste de Murmansk estão livres de gelo no Inverno. O Golfo de Bótnia congela habitualmente na estação mais fria.
O clima é subártico e a vegetação é esparsa, excepto na região mais a sul, de floresta densa. A costa oeste (na Noruega) é montanhosa mas tem invernos mais suaves e mais precipitação que as planícies centrais e orientais. As temperaturas variam entre os 15 °C positivos no Verão e os -50 ªC no Inverno.

## Natureza e turismo

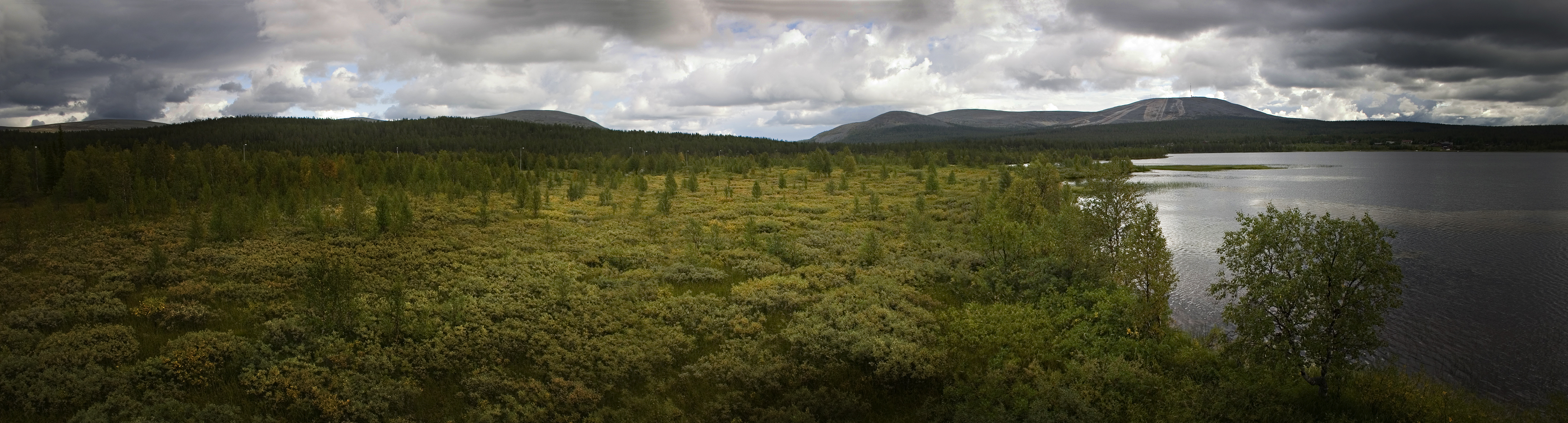
Paisagem da Lapónia finlandesa

A Lapónia é conhecida turisticamente pelo Sol da Meia Noite no Verão e pela Aurora boreal no Inverno, pela tradição de aí residir o Pai Natal (Papai Noel no Brasil) e as suas renas, pelos fiordes na costa ocidental, pela pesca do bacalhau e do salmão, e pelas montanhas e florestas a perder de vista. 
A vegetação é formada basicamente por coníferas na zona sul. A fauna principal compreende alces, renas, águias, falcões, ursos, lobos, peixes diversos.

### Fenômenos naturais
A Aurora Boreal é o fenômeno natural mais magnífico da Lapónia. São partículas oriundas do Sol, que geram o chamado "vento Solar", que ao carregarem os electrões dos átomos de oxigênio e azoto da atmosfera geram efeitos coloridos. Para uma melhor observação, o céu deve estar limpo, sem nuvens, e será mais visível em noites de Lua Nova, a meio do inverno. 
Outro fenómeno natural é o Sol da Meia Noite. Devido à inclinação do eixo da Terra em relação ao eixo do Sol, a Lapónia, a norte do Círculo Polar Ártico passa até três meses no Inverno sem que haja claridade e até três meses durante o Verão sem que haja noite. As cores no céu transformam-se rapidamente. É de uma beleza fascinante e encantadora.

### Flora e fauna
A coloração das folhas das árvores no outono da Lapónia variam entre o vermelho, o amarelo, o laranja e o violeta. Esta coloração tem início no fim de Agosto e continua até meados de Setembro, quando então algumas árvores chegam a ter folhas em tons de marrom. É em função do tamanho da noite e não pela temperatura do final do Verão que as cores se definem. 
Os quatro grandes mamíferos predadores da Lapónia são o urso, o lobo, o lince e o glutão. As lebres são muito comuns e podem ser vistas nas proximidades das casas. Martas e lontras são encontradas próximas dos rios e com uma população estável, enquanto que a dos esquilos varia de acordo com o número de sementes das coníferas, e as raposas vermelhas multiplicaram-se muito rapidamente e tornaram-se uma grande preocupação para as suas presas, enquanto que as raposas do Ártico estão ameaçadas de extinção. Outros grandes mamíferos são as rena e alces, habitualmente encontrados próximos dos rios. Existem castores, veados, ratos-almiscarados e as martas, fugitivas das fazendas de criação. Há uma grande quantidade de lemingues, pequenos roedores da família dos Murídeos que se abrigam sob a neve durante o inverno. Entre os mamíferos marinhos, as focas e as baleias são as mais facilmente encontradas. 
Nesta região são característicos o salmão, o bacalhau e a truta, mas muitos outros são os peixes encontrados. Mais de cinco espécies de pescada, lúcio, perca e outros.
No Rio Tana, na Finlândia, são pescados anualmente de 100 a 150 toneladas de salmão, com os maiores exemplares chegando a pesar 30 kg quando atingem os cinco ou seis anos de idade. 
O Fiorde Porsanger transforma-se, na Primavera, num santuário com 350 mil unidades de aves migratórias, sendo que algumas estão de passagem, para se alimentarem e descansar, para depois seguir em direção ao Ártico, outras para a Gronelândia, outras ficam por ali nidificando, é um espectáculo diário a observação dos pássaros, neste fiorde localizado no extremo norte da Noruega. No Verão, entre Junho e Agosto, a temperatura é agradável e os dias são lindos.